# Imperial Trooper
Imperial Troopers is de benaming voor de militaire manschappen van de Galactisch Keizerrijk uit het fictieve Star Wars universum.

## Soorten

### Emperor's Royal Guard
De Emperor's Royal Guards zijn de persoonlijke lijfwachten van Keizer Palpatine. Ze zijn gekleed in lange fel rode gewaden en hebben een kenmerkende rode langwerpige helm met spleetvormig vizier. Deze militaire eenheid werd opgericht bij de aanstelling van Palpetine en ze heette toen de Red Guard. In 19 BBY werd deze naam door de kroning van Palpetine tot keizer gewijzigd in Emperor's Royal Guard. De lijfwachten werden getraind op de planeet Yinchorr en beschikten over force pikes als wapen.

### Imperial Gunner
De Imperial Gunners zijn de "artillerie" van het Keizerrijk en bemannen de kanonnen (turbolasers) op de ruimte schepen. Ze komen vooral in beeld bij het bedienen van de Superlaser van de Death Star. Ze dragen zwarte kledij en een bolvormige zwarte helm waarop vooraan een cirkelvormig embleem prijkt.

### Imperial Navy Trooper
De Imperial Navy Trooper zijn de mariniers van het Keizerrijk en bemannen de ruimteschepen en de beide Death Stars. Allen hebben een specifieke taak in het geheel van uiteenlopende aard zoals bewapening, beveiliging, gevechtspiloot, bevoorrading, controlekamer ... .
Ze dragen een zwart uniform en dragen, met uitzondering van de gevechtspiloten, een grote wijde zwarte helm. Als bewapening beschikken ze over een blaster.

### Imperial Stormtrooper
De Imperial Stromtroopers zijn de "infanteriesoldaten" en zijn opgedeeld in 4 groepen
Sandtroopers
Scouttroopers
Snowtroopers
Stormtroopers.